# Muralhas de Évora (da cerca romana e árabe)
As Muralhas de Évora (da cerca romana e árabe) ou Cerca velha localizam-se na freguesia da Sé e São Pedro, na cidade e concelho de Évora, distrito de mesmo nome, em Portugal.
Classificadas como Monumento Nacional desde 1922, integram o conjunto do Centro Histórico de Évora, inscrito como Património Mundial da UNESCO.

## História
As muralhas da cerca romana e árabe formam um conjunto defensivo erguido ao longo de séculos. A cerca mais antiga foi construída no século III, durante o período da romanização. Circundava uma área de aproximadamente dez hectares e tinha um comprimento de quase dois mil metros. A Porta de D. Isabel, também denominada Arco romano de Évora representa uma herança dessa época.
Da época visigótica é testemunho a Torre quadrangular, também chamada de Torre de Sisebuto, rei visigótico, a quem se atribui a sua edificação no século VII, mas pouco se conhece das transformações que sofreu a muralha nessa época. Também desconhecida é a estrutura da cerca durante o período islâmico, existindo apenas alguns vestígios na zona traseira da Sé e do Templo romano.

## Descrição
Conjunto arquitectónico de tipologia militar e defensiva apresentando uma numerosa variedade de estilos, marcados por transformações e restauros efectuados em diversas épocas, desde o romano até ao gótico, passando pelo visigótico e o islâmico.